# Vitstrupig guan
Vitstrupig guan (Pipile grayi) är en fågel i familjen trädhöns inom ordningen hönsfåglar.

## Utbredning och systematik
Fågeln förekommer i sydostligaste Peru, amazonska nordcentrala och östra Bolivia (Beni, La Paz, Cochabamba och Santa Cruz), sydvästra Brasilien (Mato Grosso och Mato Grosso do Sul) samt nordöstra Paraguay (nordöstra Alto Paraguay, Concepción och Amambay). Den kategoriserades tidigare som underart till blåstrupig guan (Pipile cumanensis) men urskildes 2014 som egen art av BirdLife International, 2022 av tongivande eBird/Clements och 2023 av International Ornithological Congress.

## Status
Den kategoriseras av IUCN som nära hotad.